# 아부 탈리브
아부 탈리브(Abū Ṭālib ibn ‘Abd al-Muṭṭalib, 아랍어: أبو طالب بن عبد المطلب, 549년 ~ 619년)는 무함마드의 부계(父系) 백부이다.
그 혈연관계는 아랍족의 친족관계에 있어서 가장 중요한 것으로, 그는 고아가 된 무함마드를 키우고 보호하였다. 하디스에 의하면 무함마드는 백부의 대상(隊商)을 따라다닌 것으로 되어 있다. 이슬람교에 개종하였는지 여부에 관해서는 명확치 않으나 메카에서 박해를 받은 무함마드를 보호하여 주었던 것만은 확실한 듯하다. 헤지라의 3년 전까지 살아 있었고 무함마드와 밀접한 생활을 하였다. 알리는 그의 아들로서 시아파가 그를 미화(美化)하였으므로 반(反)알리파들은 그가 '지옥에 떨어져 괴로움을 당하고 있을 것'이라는 하디스를 만들어 내었다.